# 黔竹
黔竹（学名：Dendrocalamus tsiangii）为禾本科牡竹属下的一个种。

## 扩展阅读
- 維基物種上的相關：黔竹